# 火星礁
火星礁位于南沙群岛东部，费信岛以东15.5海里，巩珍礁西北7海里。为一环礁，中央水深0.9米，周围水深6～7米，礁缘有激烈浪花。1983年中华人民共和国中国地名委员会授权公布的标准名称为“火星礁”。西方文献一般称为“Hopkins Reef”。